# Stoudentcheskaïa (métro de Moscou)
Stoudentcheskaïa (en russe : Студе́нческая et en anglais : Studencheskaya) est une station de la ligne Filiovskaïa (ligne 4 bleu clair) du métro de Moscou. Elle est située sur le territoire du raïon Dorogomilovo dans le district administratif ouest de Moscou.

## Situation sur le réseau
Établie en surface, la station Stoudentcheskaïa est située au point 45+35 de la ligne Filiovskaïa (ligne 4 bleu clair), entre les stations Koutouzovskaïa (en direction de Kountsevskaïa), et Kievskaïa (en direction de Aleksandrovski sad).

## Histoire
La station Stoudentcheskaïa est mise en service le 7 novembre 1959, lors de l'ouverture à l'exploitation de la section de Kievskaïa à Koutouzovskaïa. C'est une station de surface avec deux quais latéraux, construite avec les caractéristiques du modèle standard en béton préfabriqué. Elle est conçue et réalisée par les architectes Ю.П.Зенкевич et Р.И.Погребной, et l'ingénieur М.В.Головинова.